# 杉本一義
杉本 一義（すぎもと かずよし、1931年5月1日 - 2019年3月13日）は、日本の福祉学者。弘前学院大学名誉教授。

## 略歴
福岡県豊前市生まれ。1958年龍谷大学英文科卒、龍谷大学短期大学部助教授、教授。広島女子大学教授、立正大学社会福祉学部教授、第一福祉大学（現・福岡医療福祉大学）教授、同人間社会福祉学部長。弘前学院大学大学院教授、名誉教授、皇學館大学教授。広島都市学園大学学術顧問、社会福祉法人宇治福祉園理事長、日本カウンセリング学会名誉会員、京都いのちの電話理事。

## 著書
- 『福祉的真実の探求』永田文昌堂 1972
- 『生と死の間 主体的体験』永田文昌堂 1976
- 『障害児保育の実践的研究』永田文昌堂 1981
- 『わたしのカウンセリング入門 がんを克服して』法政出版 1988
- 『生き方を学ぶ カウンセリング入門 教えるのではない、あたため暖め合うこと』法政出版 1989
- 『人間福祉の探究』永田文昌堂 1998
- 『人生福祉カウンセリング』駿河台出版社 21世紀カウンセリング叢書 2004
- 『人生福祉の根本問題 苦難と援助の人間学』彩流社 2014

### 共編著
- 『養護原理』斎藤謙共編 川島書店 1966
- 『仏教福祉学』福原亮厳共著 永田文昌堂 1967
- 『児童福祉の方法』三沢光則共著 川島書店 1973
- 『児童福祉臨床の研究』融信二郎,東方淑雄共著 永田文昌堂 1977
- 『児童福祉の新研究』共著 永田文昌堂 1980
- 『児童養護 その視座と実践展開』編著 川島書店 1983
- 『児童福祉 原理と展開』編 安藤和彦ほか共著 さんえい出版 1985
- 『養護原理』編著 北大路書房 教育・保育双書 1992
- 『児童福祉』編著 北大路書房 教育・保育双書 1994

### 翻訳
- リッチモンド『人間の発見と形成 ソーシァル・ケースワークとはなにか』誠信書房 1963
- M.E.リッチモンド『臨床福祉学 改訂版』誠信書房 1976
- ジョナサン・モフェット『ケースワーク入門 基本事項の検討・整理』松本英孝共訳 川島書店 1984
- A・ホワイトヘッド『高齢者の福祉サービス イギリスにおける老年精神障害者の医療福祉』石野敏夫共訳 川島書店 1994
- メアリー・E.リッチモンド『人間の発見と形成 人生福祉学の萌芽』出版館ブック・クラブ 2007

## 論文
- Cinii